# Heilig Hartbeeld (Spekholzerheide)
Het Heilig Hartbeeld is een standbeeld in de Spekholzerheide in de gemeente Kerkrade in de Nederlandse provincie Limburg.

## Achtergrond
Het Heilig Hartbeeld werd gemaakt ter herinnering aan de eerste volksretraite in de mijnstreek in oktober en november 1917. Het werd ontworpen door de Duitse beeldhouwer Carl Esser en gegoten in het atelier van Esser en Wilhelm Pohl in Aken. Het werd geplaatst aan de Patronaatstraat bij de Sint-Martinuskerk en in augustus 1920 ingezegend.

## Beschrijving
Een staande Christusfiguur houdt zegenend zijn rechterhand geheven, de linkerhand wijst naar een vlammend Heilig Hart met doornenkroon, kruisje en stralenkrans, op zijn borst. Het beeld staat op een hardstenen sokkel. Het opschrift luidt:

Ik zal
de huizen zegenen
waar de beeltenis van
myn H. Hart zal geplaatst
en vereerd worden.

Bewaar ons
en 't nageslacht
in het h. Geloof.